# Королевы династии Цин
«Королевы династии Цин» (англ. Queens of the Qing Dynasty) — художественный фильм канадского режиссёра Эшли Маккензи, премьера которого состоялась 15 февраля 2022 года на 72-м Берлинском кинофестивале. Главные роли в нём сыграли Сара Уокер, Цзыинь Чжэн и Венди Уишарт. Картина получила неоднозначные отзывы критиков.

## Сюжет
Герои фильма — канадская школьница с тягой к суициду и студент-медик из Шанхая, ухаживающий за ней в больнице. Между ними завязывается странная дружба.

## В ролях
- Сара Уокер — Стар
- Цзыинь Чжэн — Ан
- Венди Уишарт — Гейл
- Яна Реддик — социальная работница
- Карл Гетто — психиатр

## Релиз и оценки
Премьерный показ фильма состоялся 15 февраля 2022 года на 72-м Берлинском кинофестивале, в рамках секции «Направления». В марте того же года картину показали на кинофестивале в Торонто, в мае — в Нью-Йорке. В ноябре она появилась на стриминговом сервисе Mubi.
Критики ещё до премьеры отмечали, что «Королевы династии Цинь», по-видимому, сняты в характерной для Эшли Маккензи манере, на грани между поэзией и документалистикой. На сайте-агрегаторе отзывов Rotten Tomatoes фильм получил рейтинг 88 %, на сайте Metacritic — 78 баллов из 100. Беатрис Лоайза (New York Times) описала его как «удивительно странный» и похвалила игру Сары Уокер, которая, по её словам, делает своего персонажа «одновременно очаровательным и разочаровывающим своей отчуждённостью». Марк Эш (The Playlist) тоже высоко оценил работу Уокер. Он отметил «пристальное внимание Маккензи и оператора Скотта Мура к натуралистическим и любительским исполнителям», которое, по его мнению, «не позволяет этому фильму стать сентиментальным».
The Guardian поставила фильму три звезды из пяти, но обозревательница этого издания Кэт Кларк написала неоднозначную рецензию: по её словам, зритель может чувствовать скуку или отчуждение из-за отсутствия действия. Б. Пантер (Paste) сочла фильм спорным по примерно той же причине.